# Tynn (namn)
Tynn är ett svenskt kvinnonamn.
Namnet är idag mycket ovanligt i Sverige, den 2 oktober 2012 fanns det 2 kvinnor med namnet, bägge med det som tilltalsnamn.